# 寶騰Wira
寶騰Wira（又名寶騰威拉、寶騰英雄）是馬來西亞寶騰汽車於1993年至2009年之間所生產的緊湊型轎車，同時也是該公司生產的生產的第二款汽車，它的原型是1991年的三菱第四代Lancer及第四代Mirage，共有四門轎車和五門斜背車兩種款式。
此款車系與寶騰第一代Saga一樣是寶騰生產時間最長的車型，連續生產超過16年，直到2004年及2007年先後被寶騰Gen-2及寶騰Persona取代。截至2009年，寶騰Wira總共售出了952,216輛，使其成為寶騰迄今為止最成功的車型。

## 歷史
寶騰汽車早在1988年著手開始研發第二款全新車型，1993年5月21日，寶騰汽車以第四代三菱Lancer及Mirage的CB2A/CB4A/CD9A平台，推出了第一代Wira。由於當時該公司亟需要擴充產品陣容，就利用與三菱汽車合作的關係並自行修改儀表板、進氣格柵、引擎蓋等處之外觀設計，並沿用第四代Mirage四門凹背車的頭燈、前保桿及前擋泥板，以及第六代Galant五門斜背車型的尾燈推出市面。全車系以四門轎車及五門斜背車Aeroback為主，在車頭設計延續了寶騰Saga Iswara的風格，帶有凹槽的水箱罩，並朝格柵上的寶騰徽章方向逐漸變細。
動力心臟具有多元化的選擇，包括1.3L直列四缸SOHC 4G13/G13B型引擎、1.5L直列四缸SOHC 4G15型、1.5L直列四缸DOHC 4G91型、1.6L直列四缸SOHC 4G92型、1.8L直列四缸SOHC 4G93型引擎、1.8L直列四缸DOHC 4G93型引擎。共同搭配的變速箱則有五速手動排檔及三速/四速INVECS自動排檔，並採用全配備方式在馬來西亞市場上銷售。上市時四門轎車有3種型號可供選擇：1.5 GL MT/1.5 GL AT/1.6 XLi。，其中1.6L車型配備後輪碟式剎車、前後扶手、電動後視鏡、折疊式後排座椅和所有車門均配備電動車窗。而五門斜背車Aeroback有兩種型號可供選擇：1.6XLi MT 和 1.6XLi AT。
1993年11月，第一代Wira車系在英國首次上市，並更名為寶騰Persona。同時取代了英國市場上的原版寶騰1.3/1.5和寶騰Mpi改款車型，儘管寶騰Mpi和Persona車型又並行銷售了三年，直到1996年寶騰Mpi 銷售結束。與寶騰Mpi一樣，Persona採用多點燃油噴射引擎引來符合歐盟排放標準。
1994年，開始外銷亞洲、澳大利亞、歐洲、非洲、中東和拉丁美洲的70多個國家。
1995年，寶騰針對Wira車系進行第一次小改款，修改進氣格柵、引擎蓋及車尾造型，其中車尾造型自紅黃雙色改為紅白雙色樣式。同時新增1.8 EXi及1.3 GL型號，其中1.8 EXi配備自動變速箱的車型系列，適用於四門轎車及五門掀背車款Aeroback和單頂置凸輪引擎。1.8 EXi自排車型還標配ABS刹車系統。另外還有一款限量版 Wira 1.8 EXi DOHC手排變速箱，被稱為“FIA 認證特別版”，旨在滿足世界拉力錦標賽設定的至少 2,500 輛的認證要求。共生產了 2,450 輛馬略卡黑色汽車，另有 50 輛 RS 版本採用純白色塗裝。Wira 1.8 EXi DOHC 採用獨特的格柵設計，引擎輸出功率為103 kW（140 PS；138 hp）。非RS車型配備 AAC 14 英寸車輪、Recaro 座椅、Momo方向盤和皮革排擋桿、更大的蝶式剎車、更大的防傾杆、額外焊接加固底盤、雙尖排氣消聲器和後擾流板。RS款內裝與1.3 GL款相差無幾，重量更輕，但配備15英寸ROH拉力車輪。。而1.3 GL型號採用三菱4G13 1.3L 12汽門引擎，該引擎也用於Saga。
1996年，新增2.0L直列四缸DOHC 4D68型柴油引擎、2.0L直列四缸DOHC 4D68型渦輪增壓柴油引擎車型（根據市場不同，標記為 2.0D、D、TD、TDi 或 SDi）。在馬來西亞國內市場，由於消費者缺乏興趣，這一制度在後來逐漸被淘汰，原因是柴油動力私家車的道路稅率高於同等排量的汽油動力私家車（直到 2008 年稅法修訂）
1990年代後期台灣政府因應加入世界貿易組織關係開放日本及南韓、東南亞國家製造汽車進口，於是威菱國際(今台灣寶騰蓮花汽車)在1997年取得寶騰台灣地區代理權，並正式自菲律賓及越南引進第一代Wira車系四門轎車及五門斜背車型Aeroback，以「寶騰威菱」為名在台灣市場銷售。當時共進口1.5 Gli、1.6 XLi及1.8 EXi三種型號，由於當時第四代三菱Lancer在台灣熱銷，相對地部份台灣消費者願意掏錢購買馬來西亞進口車，於是這款車跟著水漲船高
2001年，寶騰在1.3 / 1.5 GLi車型中用西門子VDO裝置取代了三菱EFi模式。1.6 XLi和1.8 EXi型號宣布停產，以避免與寶騰Waja車系銷量重疊，同時委託蓮花汽車重新調教底盤設定。
2004年，進行第二次小改款，採用了Arena轎式貨卡車類似的進氣格柵、引擎蓋、前保險桿和鋁合金輪圈。同時推出的還有基於Wira 1.5 GLi Aeroback的Wira特別版或WiSE，但具有獨特的前排座椅和鏤空頭枕、改進的排氣系統、更大的車輪、鋁制踏板和紅色飾面，以及各種內飾配件的裝飾。
其後Wira被兩款類似的寶騰自主設計的汽車所取代：Gen-2和Persona。Gen-2的代號為Wira替代車型(WRM)，於2004年推出，作為Wira五門斜背車款Aeroback的後繼車，而Persona於2007年推出，作為Wira四門轎車的後繼車。
最後一批Wira於2009年6月下線。2007年，寶騰在馬來西亞售出了14,908輛Wira，2008年和2009年分別售出1,907輛和1,974輛。最後一批Wira於2012年才在馬來西亞市場註冊。此外，最後兩輛寶騰Wira於2006年在英國註冊，2010年在印尼售出76輛 Wira。最後三輛由伊朗組裝的Wira已於2011年售出。

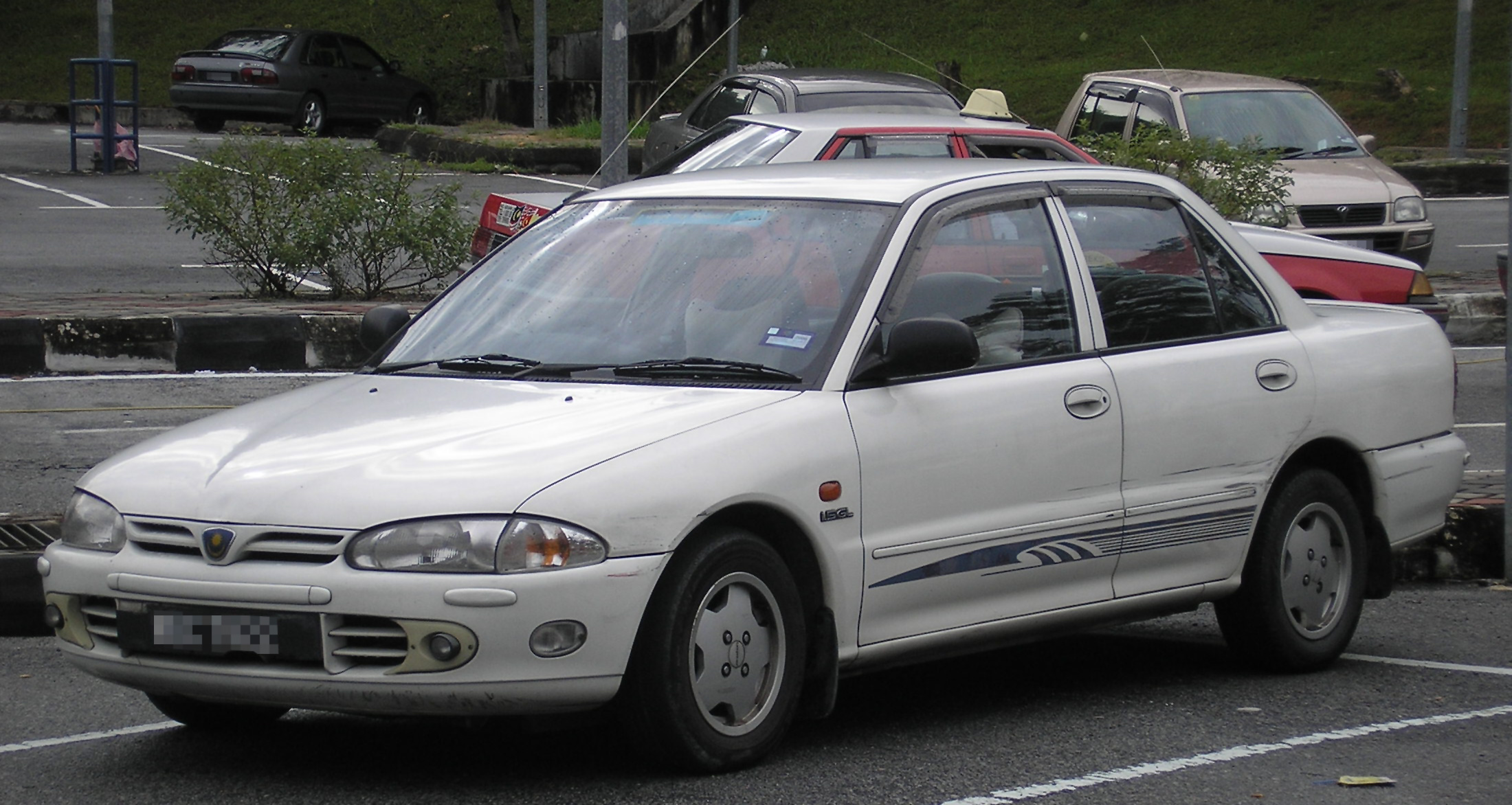
第一代Wira四門轎車款前期車頭(馬來西亞樣式)
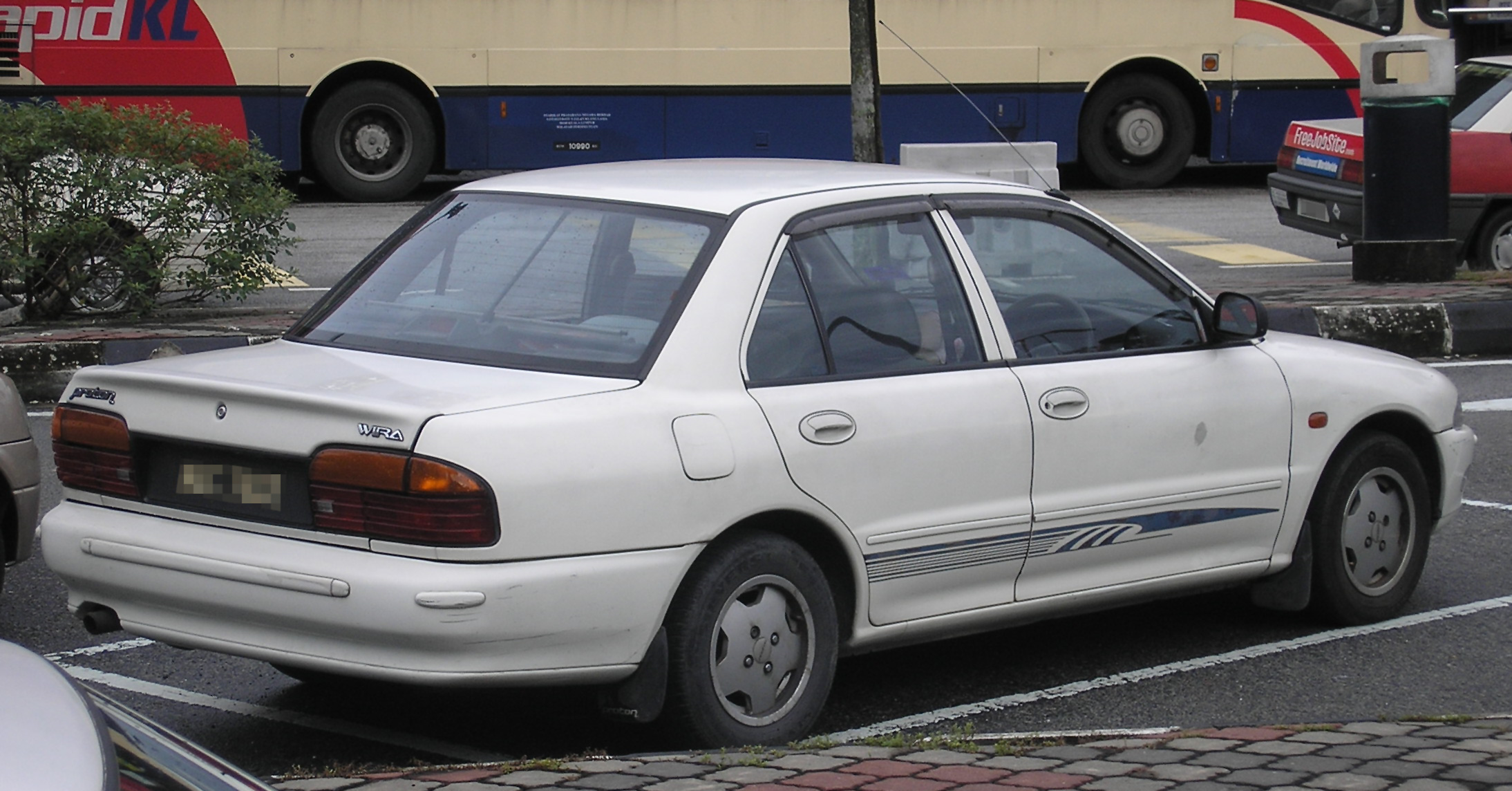
第一代Wira四門轎車款前期車尾(馬來西亞樣式)
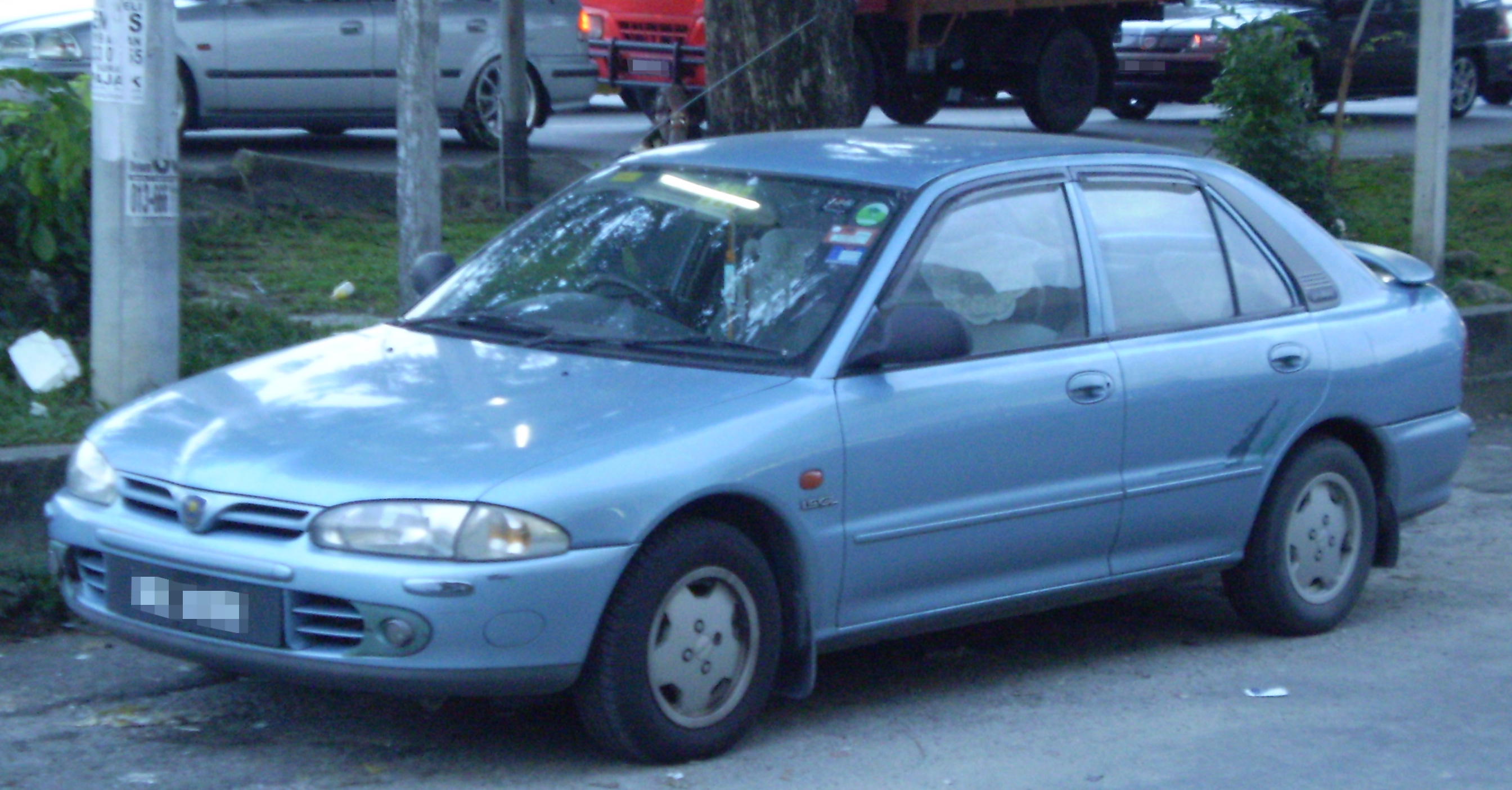
第一代Wira五門掀背車款前期車頭(馬來西亞樣式)
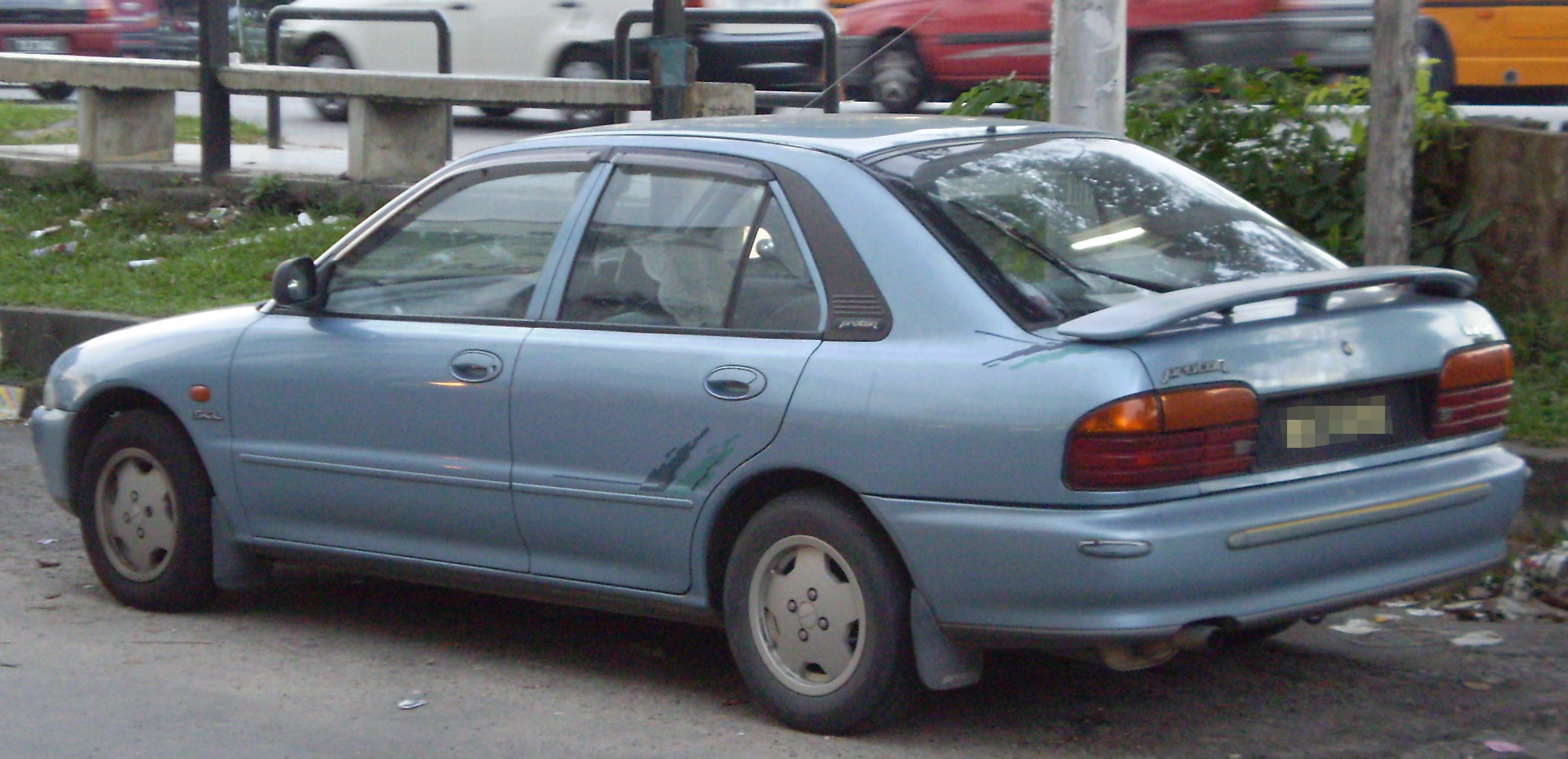
第一代Wira五門掀背車款前期車尾(馬來西亞樣式)
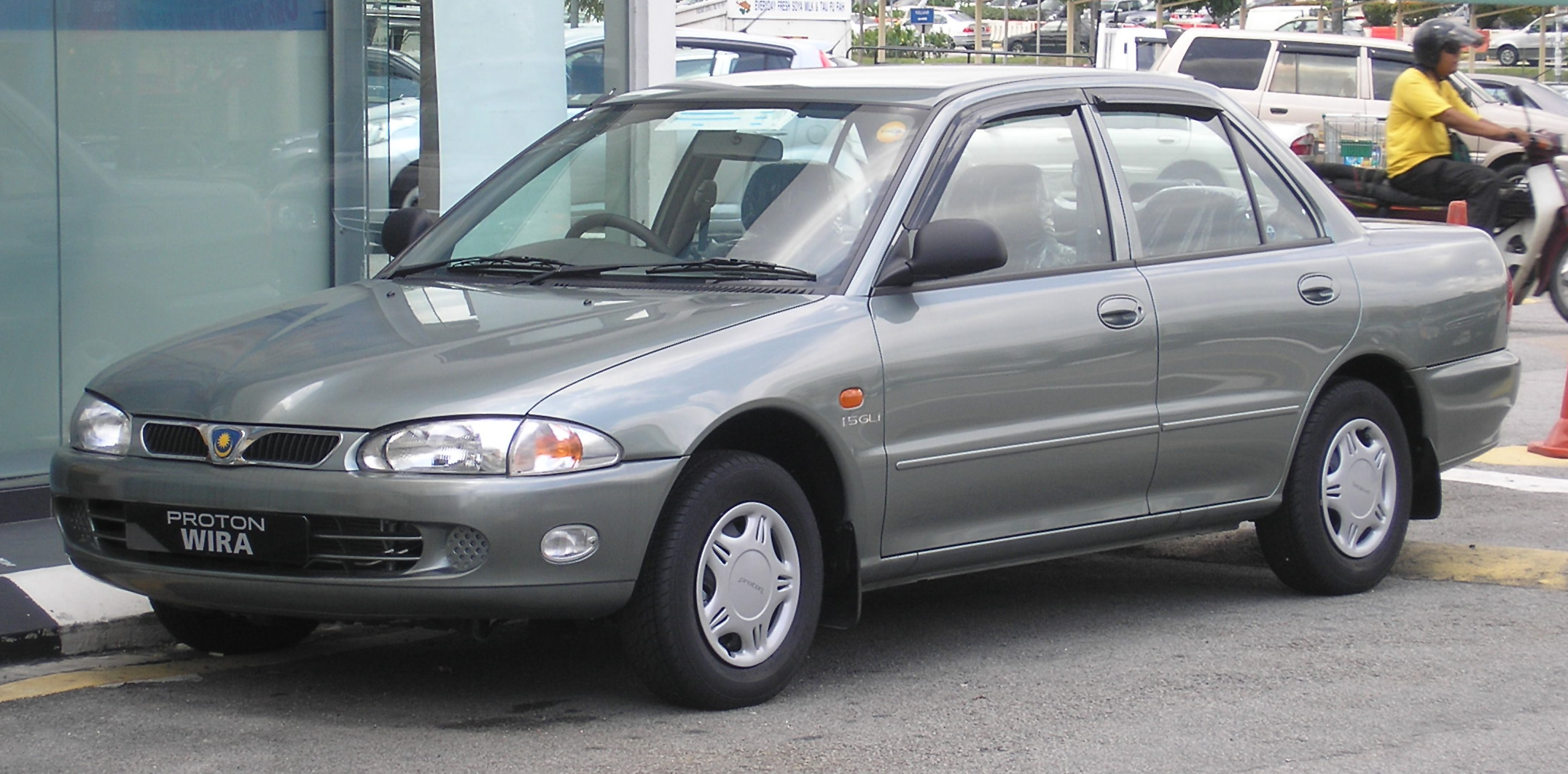
第一代Wira四門轎車款後期車頭(馬來西亞樣式)
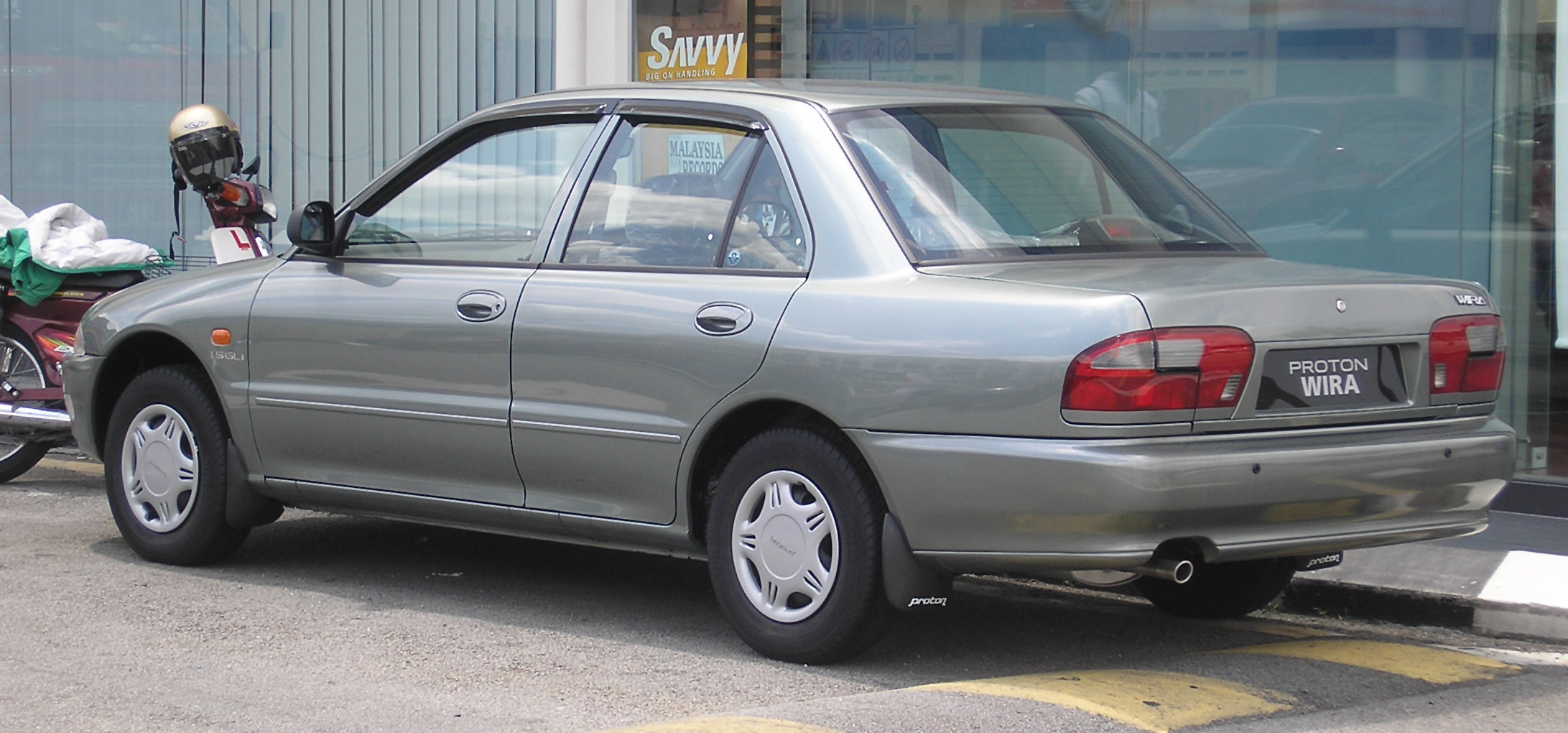
第一代Wira四門轎車款後期車尾(馬來西亞樣式)
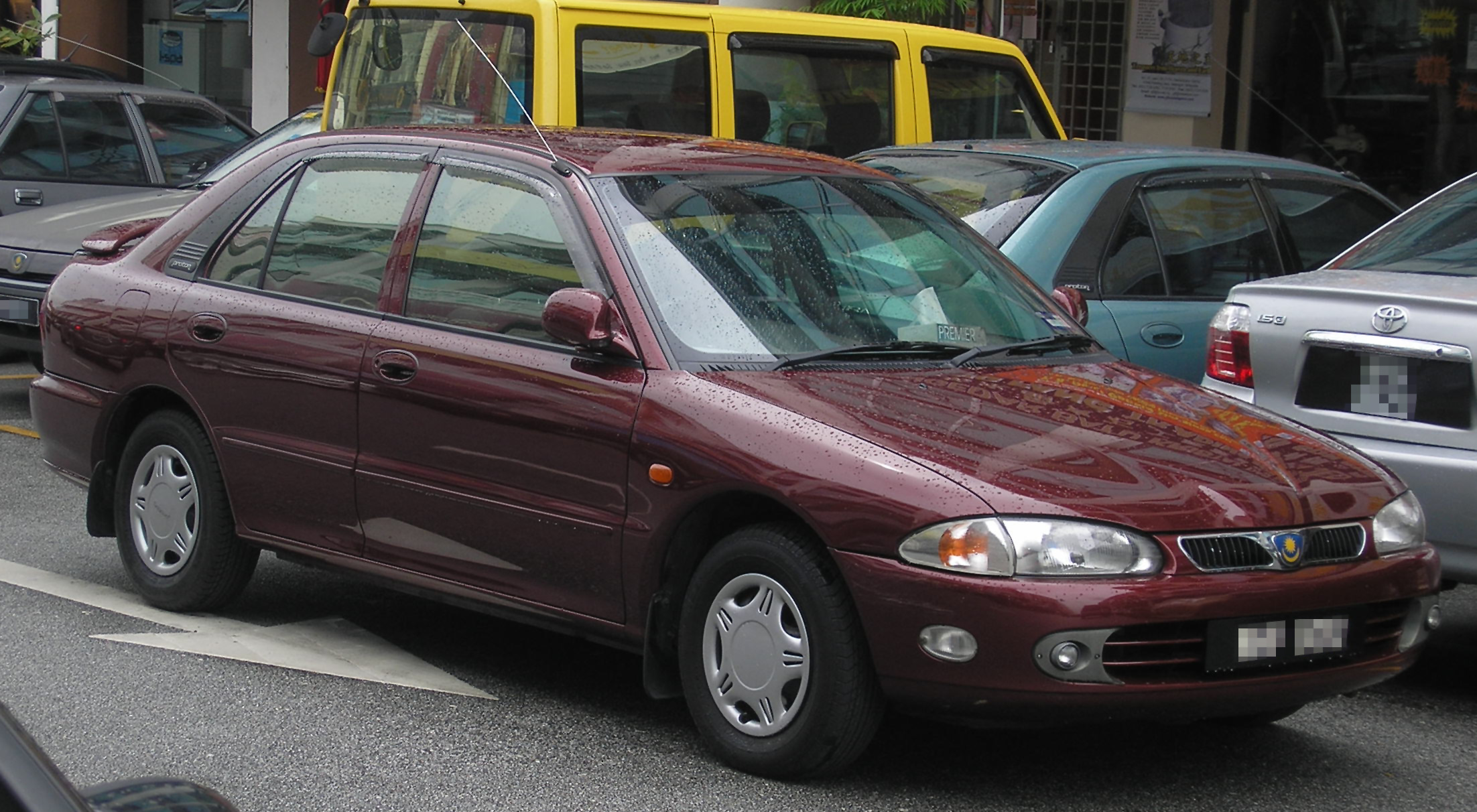
第一代Wira五門掀背車款後期車頭(馬來西亞樣式)
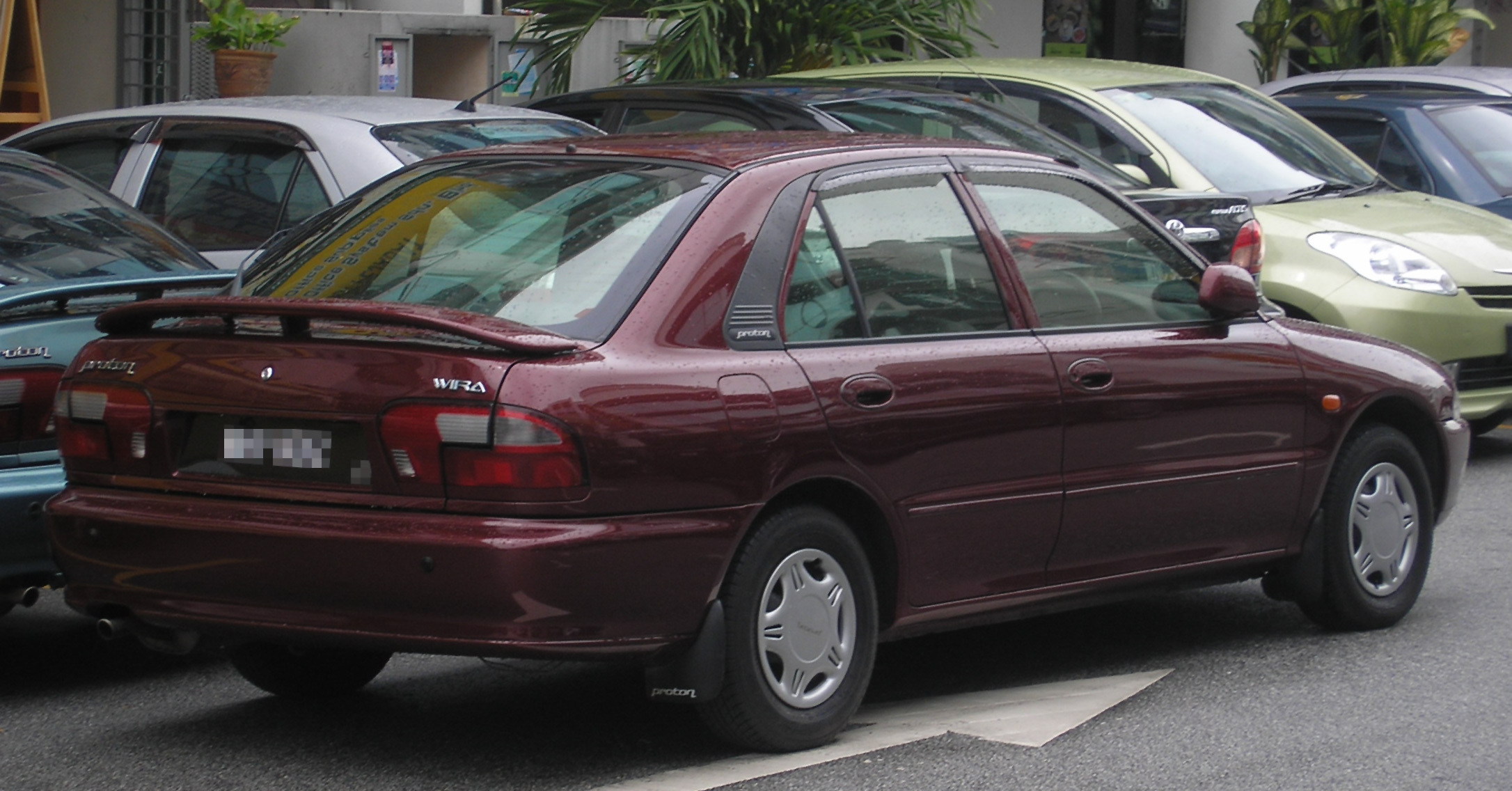
第一代Wira五門掀背車款後期車尾(馬來西亞樣式)
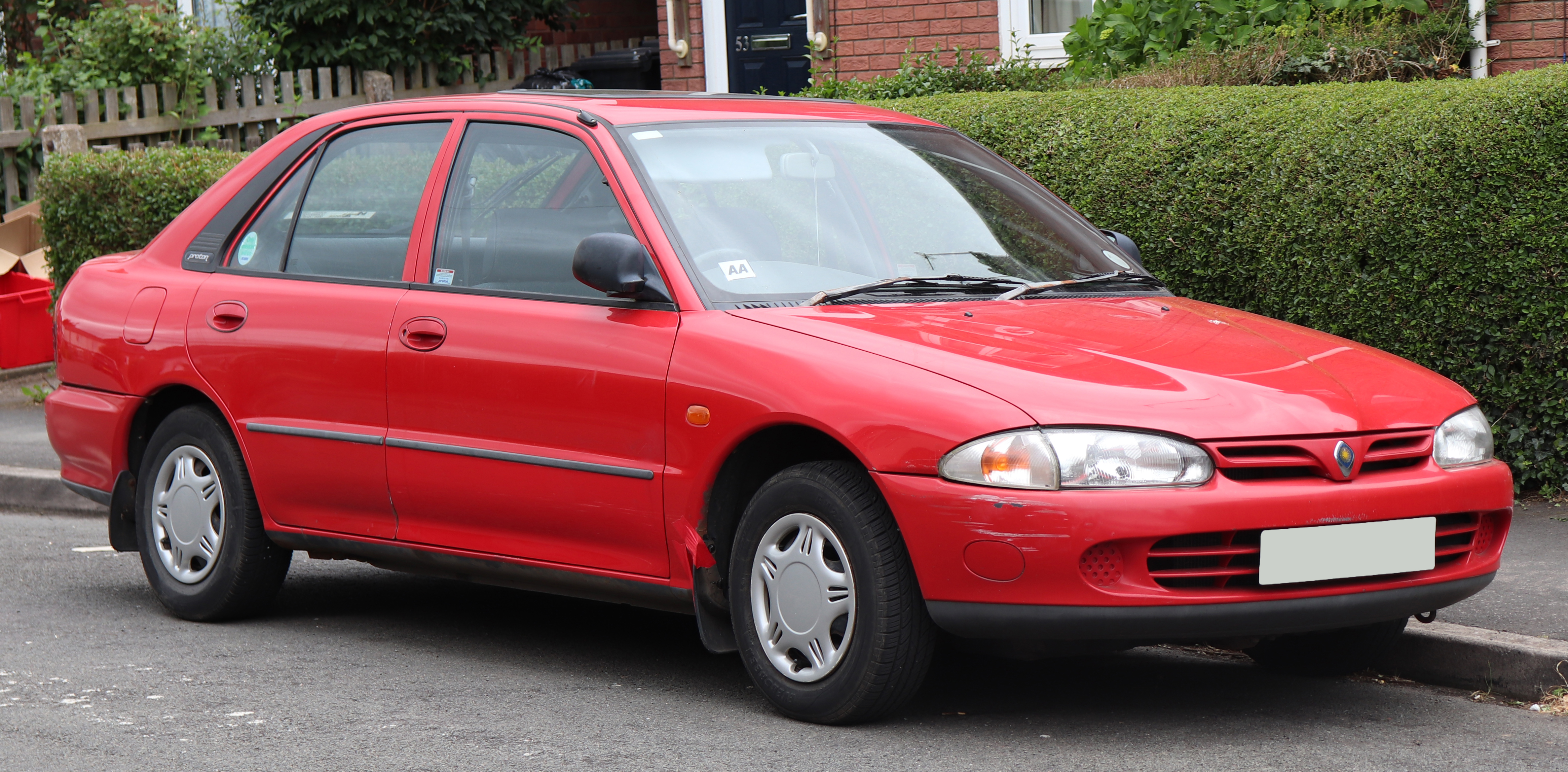
第一代Persona五門掀背車款前期車頭(英國樣式)
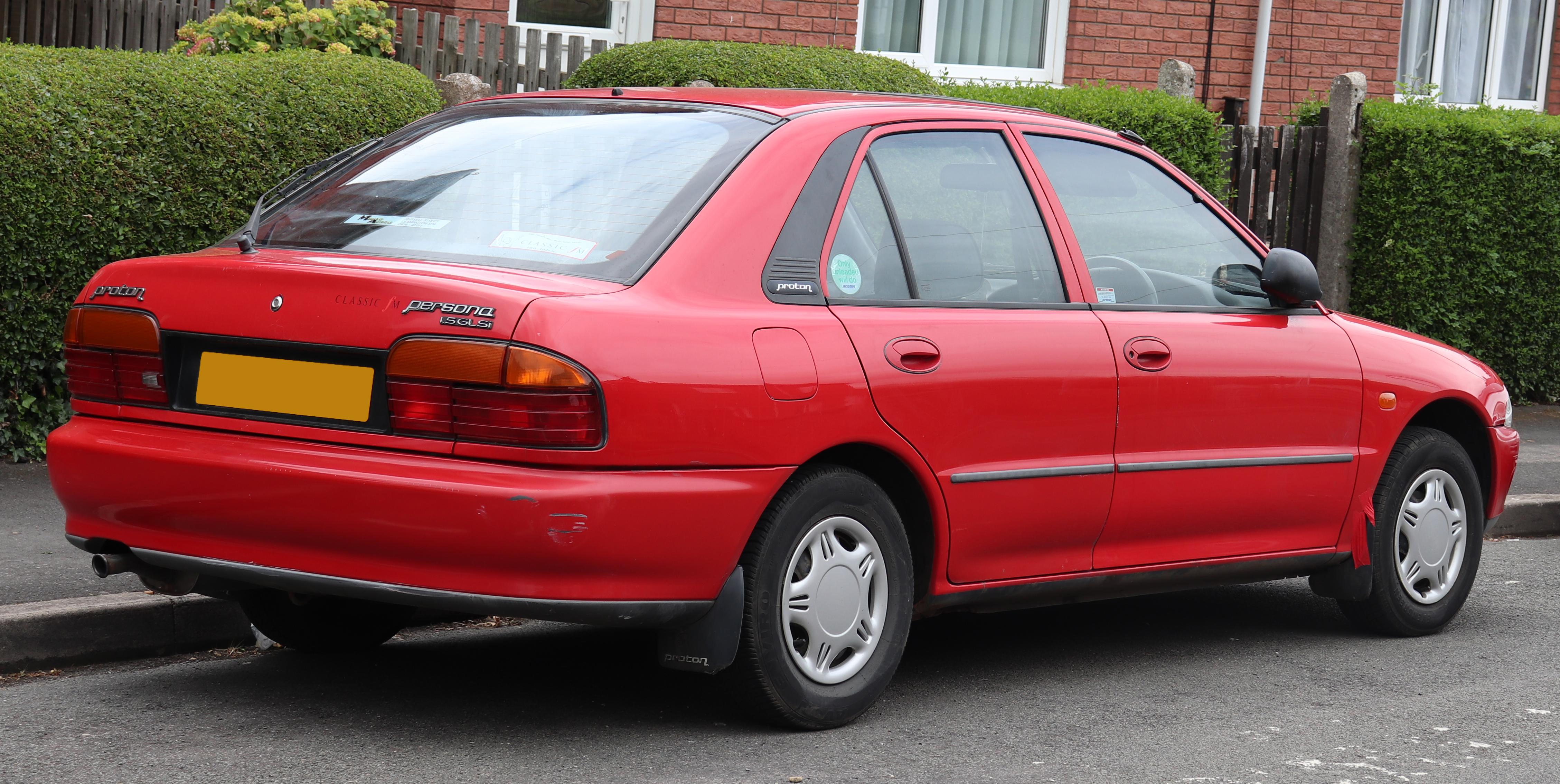
第一代Persona五門掀背車款前期車尾(英國樣式)

## 銷售量
| 年份 | 馬來西亞 |
| ---- | -------- |
| 2000 | 91,909   |
| 2001 | 86,980   |
| 2002 | 98,211   |
| 2003 | 64,889   |
| 2004 | 46,880   |
| 2005 | 47,344   |
| 2006 | 25,619   |
| 2007 | 16,508   |
| 2008 | 2,056    |
| 2009 | 1,990    |
| 2010 | 264      |
| 2011 | 3        |
| 2012 | 5        |

## 相關衍生車款
寶騰Wira與其他兄弟車共用引擎、變速箱、懸吊系統、煞車制動系統、轉向系統等主要元件，這些兄弟車包括：
1. 寶騰Satria（三門掀背車型，原型車為第四代三菱Mirage Colt）
2. 寶騰Putra（雙門轎跑車型，原型車為第四代三菱Mirage Asti）
3. 寶騰Arena（英语：Proton Arena）（雙門多功能轎跑車（英语：Coupé utility）或轎式皮卡貨車）

## 備註
1. ↑   (PDF). www.theaa.com. November 1994  [12 September 2020]. （原始内容存档 (PDF)于11 September 2020）.
2. 1 2 3 4  . marklines.com.   [5 December 2014]. （原始内容存档于19 December 2014）.
3. ↑  . United Nations Publications. 2002: 112  [17 March 2017]. ISBN 92-1-120129-2.
4. ↑  Greg Felker; K. S. Jomo. . Routledge. 1999: 89  [17 March 2017]. ISBN 0-415-19765-1.
5. ↑  . prpm.dbp.gov.my.   [8 December 2016]. （原始内容存档于2016-12-20）.
6. ↑  . corporate.proton.com. （原始内容存档于2013-03-02）.
7. ↑  Proton Wira ，一代国民房车！ （页面存档备份，存于）
8. ↑  大马 God Car 系列： Proton Wira 国民房车！ （页面存档备份，存于）
9. ↑  经典车款回顾： Proton Wira 国民房车！ （页面存档备份，存于）
10. ↑  K. P. Waran. . 9 July 1988  [16 March 2015]. （原始内容存档于2022-02-21）.
11. ↑  . Carlist.my - Malaysia's No.1 Car Site.   [2020-05-07]. （原始内容存档于2022-02-21） （英语）.
12. ↑  Abu Bakar, Othman. . New Straits Times. 12 August 1993  [22 March 2013]. （原始内容存档于2021-03-30）.
13. ↑  D'Cunha, Ben. . New Straits Times. 1996-03-03: Sunday Style, 18  [2020-06-15]. （原始内容存档于2025-01-23）.
14. ↑  . Paul Tan's Automotive News. 2019-07-29  [2020-05-07]. （原始内容存档于2022-02-21） （美国英语）.
15. ↑  參看街頭獵殺：PROTON WIRA 五門掀背（页面存档备份，存于）
16. ↑  . data.gov.my.   [2024-12-01]. （原始内容存档于2023-12-22）.